# Tysklands historia efter återföreningen
Tysklands historia efter återföreningen 1990, av Västtyskland och Östtyskland, har fortsatt att präglats av den omfattande processen att sammanföra de två starkt ojämlika delarna av landet. Tyskland är sedan dess Europas näst folkrikaste land, efter Ryssland. Liksom det tidigare Västtyskland, har Tyskland efter återföreningen fortsatt vara en ekonomisk och politisk tungviktare i Europa, men det är fortfarande de tidigare västtyska delarna som är starkt dominerande.

## Återföreningen

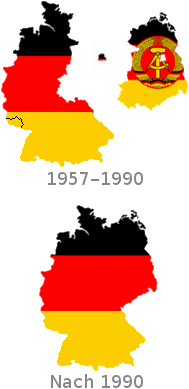
Förbundsrepubliken Tyskland hade utökats med Saarland 1957 och år 1990 anslöt sig även det tidigare DDR-området inklusive Berlin

Tysklands återförening skedde efter drygt 45 år som delat land, den 3 oktober 1990, då de nya förbundsländerna inom Östtysklands (DDR:s) tidigare område, liksom östra Berlin, anslöt sig till Förbundsrepubliken Tyskland (BRD), som tidigare även kallats Västtyskland. Sedan dess är den 3 oktober Tysklands nationaldag, Tag der Deutschen Einheit (sv: Tyska enhetens dag).
Sammanfattningsvis var den östtyska staten på väg att implodera under ekonomiska svårigheter och växande internt politiskt motstånd som börjat ta allt hetsigare uttryck. Under denna press och bristande intern samordning, kom Berlinmuren att öppnas kvällen den 9 november 1989.
Redan inom ett år skulle DDR vara upplöst och dess område vara upptaget inom ett utökat Förbundsrepubliken Tyskland. Det var alltså inget genuint samgående, utan DDR upphörde som stat, medan dess delar anpassades till den västtyska modellen och anslöts till sin västliga granne, alltså en nu utökad förbundsrepublik.

## Tyskland efter återföreningen
Helmut Kohl (CDU/CSU), som varit förbundskansler i förbundsrepubliken sedan 1982, blev även det återförenade Tysklands först valda förbundskansler, efter en omfattande valkampanj i de nya förbundsländerna och utfästelser om satsningar där. Under 1990-talet satsades stora resurser på de nya ländernas återuppbyggnad och modernisering. Processen var komplicerad då stora delar av den tidigare östtyska industrin inte hade möjligheter att arbeta vidare, med stor arbetslöshet som följd. Förvaltningsenheten Treuhandanstalt sattes upp för att privatisera industrier och skapa förutsättningar för en fortsättning där det var möjligt.
Samtidigt med återföreningen, den 3 oktober 1990, blev Berlin officiellt Tysklands huvudstad.
Året därpå kom beslutet om den fysiska flytten av Tysklands parlament, förbundsdagen, och regering till Berlin. Det var dock först 1999 som förbundsdagen slutligen flyttade från Bonn till Berlin för att ta plats i det nyrenoverade riksdagshuset.

## 1998: Maktskifte
Förbundsdagsvalet den 27 september 1998 ledde till förlust för den kristdemokratiske förbundskanslern Helmut Kohl. Hans efterträdare blev socialdemokraten Gerhard Schröder, som blev ledare för den röd-gröna koalition som tog vid. Tysklands socialdemokratiska parti (SPD) och Allians 90/De grönas koalition innebar att även de gröna nu fick ministerposter, med bland andra ledaren Joschka Fischer som Tysklands utrikesminister. 
År 2002 gick Tyskland med i EMU och använder sedan dess euro som valuta, istället för tysk mark. I valet 2002 kunde Gerhard Schröder sitta kvar som förbundskansler efter ett jämnt val med knapp seger mot CDU/CSU och dess kanslerkandidat Edmund Stoiber.

## 2005: Nyval
Tysklands dåliga ekonomiska utveckling har lett till stora politiska debatter kring landets ekonomi och sociala förhållanden. Schröders regering lade fram flera olika program för att vitalisera det tyska systemet och få fart på framför allt sysselsättningen som varit den centrala frågan. Schröder ville genom bland annat Agenda 2010 ändra stora delar av välfärdssystemet men mötte kritik såväl inom det egna partiet som från de politiska motståndarna. 
2005 blev det nyval. Det var jämnt och resulterade i en koalitionsregering där Angela Merkel, då ny ledare för CDU/CSU, efter flera veckors förhandlingar ledare för en stor koalition mellan CDU/CSU och SPD. 